# هانا لوچنر
هانا لوچنر (انگلیسی: Hannah Lochner؛ زادهٔ ۲۸ ژوئیهٔ ۱۹۹۳) یک هنرپیشه اهل کانادا است. وی از سال ۱۹۹۸ میلادی تاکنون مشغول فعالیت بوده‌است. 
از فیلم‌ها یا برنامه‌های تلویزیونی که وی در آن نقش داشته است می‌توان به طلوع مردگان، پشت در قرمز و سگ آتش‌نشانی اشاره کرد.